# Jean Fournier
Jean Fournier (Parijs, 3 juli 1911 - Caen, 9 juli 2003) was een Frans violist en muziekpedagoog.
Zijn vader was generaal-majoor Gaston Fournier, zijn moeder Gabrielle Fournier (geboren Morice), een goede musicienne die zang en piano had gestudeerd. Zijn oudere broer Pierre heeft net als Jean een muzikale carrière van betekenis gehad, als cellist. Léopold Morice, grootvader van moeders kant was eveneens artistiek begaafd, nog steeds sieren beeldhouwwerken van zijn hand de straten van Frankrijk. In Parijs zijn het monument La République op het gelijknamige plein en La Douleur op kerkhof Montparnasse bekende voorbeelden.

## Studie en carrière
Jean Fournier studeerde in 1931 met een eerste prijs af aan het Conservatoire de Paris als leerling van Alfred Brun. Daarnaast heeft hij ook les gehad van George Enescu en Boris Kamensky. Jacques Thibaud vroeg hem in 1941 om de leiding te nemen van zijn klas aan de École Marguerite Long – Jacques Thibaud, een betrekking die hij tien jaar heeft gehad.
Tegelijkertijd kwam een carrière als solist bij een aantal orkesten met tournées in Frankrijk op gang. Na de oorlog was er weer gelegenheid om te reizen en trad hij op in Franse overzeese gebiedsdelen, maar ook in het Verre Oosten.
Als solist, onder andere met het Orchestre National en het  Orchestre des Concerts Lamoureux,  Colonne en  Pasdeloup, trad hij op met onder andere Charles Munch, André Cluytens, Eugène Bigot, Jean Martinon, Edwin Fischer, Jean Fournet, Mario Rossi, Hermann Scherchen en Rudolf Schwartz, dirigenten die toen bij het grote publiek zeer bekend waren.
Hij vormde samen met zijn echtgenote, pianiste Ginette Doyen, een duo dat bewondering oogstte door perfectie, schoonheid en eenheid van stijl. Zij maakten voor diverse platenmaatschappijen opnames van onder meer de 10 sonates van Beethoven voor piano en viool, maar ook van stukken van Händel, Mozart, Debussy, Florent Schmitt en Fauré werden door hen op de plaat gezet. Er zijn ook plaatopnamen van Jean Fournier als trio met pianist Paul Badura-Skoda en cellist Antonio Janigro. 
Al deze opnames op 78-toerenplaten en langspeelplaten zijn reeds lang in vergetelheid geraakt, de Sonate libre en deux parties enchaînées, op. 68 van Florent Schmitt is de enige opname die op een CD terechtgekomen is.

## Repertoire
Zijn repertoire bestond uit stukken van Bach, Vivaldi, Mozart, Beethoven, Schubert, Brahms, Saint-Saëns, Franck, Fauré, Debussy, Ravel, Stravinski, Messiaen, Loucheur, Bloch, Berg en Bartók.

## Pedagoog
Als pedagoog was hij niet alleen voor Jacques Thibaud actief. Tussen 1966 en 1979 gaf hij les aan het Conservatoire de Paris, gaf hij elk jaar een zomercursus aan het Mozarteum in Salzburg. Incidenteel gaf hij ook lessen en cursussen aan conservatoria in Łańcut, Warschau, Dublin en Istanboel. 
Hij werd vaak gevraagd om plaats te nemen in een jury op concoursen.

## Overlijden
Hij overleed op 9 juli 2003 in Caen, op 12 juli gevolgd door uitvaartmis in de kerk en begrafenis op het kerkhof van Torteval, waar Ginette Doyen al eerder begraven was.
- Biblioteca Nacional de España: XX1746767
- Bibliothèque nationale de France: cb139269265 (data)
- Gemeinsame Normdatei: 134193105
- International Standard Name Identifier: 0000 0000 5941 8525
- Library of Congress Control Number: no91027979
- MusicBrainz: da0a6df4-e83a-4392-9d19-4e47094e1697
- Nationale Bibliotheek van Israël: 987007405924505171
- Nationale Bibliotheek van Polen: a0000002229644
- Système universitaire de documentation: 11530892X
- Virtual International Authority File: 19868255
- WorldCat: E39PBJkMD6bQrhFJTG8YXKj9jC